# Коранска Страна
Коранска Страна је насељено мјесто у општини Бариловић, на Кордуну, у Карловачкој жупанији, Република Хрватска.

## Историја
Коранска Страна се од распада Југославије до августа 1995. године налазила у Републици Српској Крајини. До територијалне реорганизације у Хрватској насеље се налазило у саставу бивше општине Дуга Реса.

## Становништво
Према попису становништва из 2011. године, насеље Коранска Страна је имало 11 становника.
| Националност       | 1991. | 1981. | 1971. | 1961. |
| Срби               | 26    | 45    | 82    | 115   |
| остали и непознато | 1     |       |       |       |
| Укупно             | 27    | 45    | 82    | 115   |

| Демографија | Демографија | Демографија |
| Година      | Становника  | Становника  |
| ----------- | ----------- | ----------- |
| 1961.       | 115         |             |
| 1971.       | 82          |             |
| 1981.       | 45          |             |
| 1991.       | 27          |             |
| 2001.       | 13          |             |
| 2011.       |             | 11          |